# Schweiz borgerliga demokratiska parti
Schweiz borgerliga demokratiska parti (tyska: Bürgerlich-Demokratische Partei Schweiz (BDP), franska: Parti bourgeois démocratique Suisse (PBD), italienska: Partito borghese democratico Svizzera (PBD), rätoromanska: Partida burgais democratica Svizra (PBD)) är ett politiskt parti i Schweiz, som bildades på nationell nivå den 1 november 2008 i kantonsbiblioteket i Glarus som ett utbrytarparti ur det högerkonservativa Schweiziska folkpartiet (SVP/UDC).

## Historia
SVP/UDC uppfattade sig vid bildandet 1971 som ett borgerligt mittenparti. Under Christoph Blochers geistfulla ledarskap följde från 1990-talet och framåt en klart mer högerorienterad politik. Detta ledde till skyttegravskrig, särskilt i kantonerna Bern, Glarus och Graubünden, då de lokala partiorganisationerna där, som föregåtts av Demokratiska partiet respektive Bonde-, hantverkar- och medborgarpartiet (Bauern-, Gewerbe- und Bürgerpartei), förde en traditionellt moderat borgerlig politik.
Det blev en skandal när paralamentsledamoten Eveline Widmer-Schlumpf i samband med förbundsrådsvalet (där parlamentet väljer regeringsledamöter) 2007 gick emot partiledningens vilja och lät sig väljas till Blochers efterträdare i regeringen, och SVP:s dåvarande kantonparti i Graubünden vägrade utesluta Widmer-Schlumpf som partimedlem. Då SVP Schweiz enligt sina stadgar inte kunde utesluta en enskild medlem i ett kantonalt delparti, beslutade de att utesluta hela SVP Graubünden. Detta började därför kalla sig därför för Schweiz borgerliga parti, sedermera Borgerliga-demokratiska partiet.
Inom SVP Bern, vars regeringsledamot Samuel Schmid inte heller längre ville vara SVP Schweiz regeringsmedlem, uppstod likaledes utbrytningsförsök, som sattes i verket med grundandet av BDP Bern. Likaså i kantonen Glarus bröt SVP-företrädare med partiet och grundade BDP Glarus. Fler kantonala partier följde, vilka bildade BDP Schweiz på nationell nivå den 1 november 2008 i Glarus. Flera av de nya kantonalpartierna kan inte ses om utbrytningar ur Schweiziska folkpartiet, då flertalet medlemmar i dessa sektioner inte tillhörde något parti när de blev BDP-medlemmar, och några enstaka var tidigare politiker från andra borgerliga partier.
I det schweiziska parlamentsvalet ställde BDP för första gången upp i nationella val. Partiet fick 5,4 procent av rösterna och 9 mandat i Nationalrådet. Dess ende ständerråd, bernaren Werner Luginbühl omvaldes i andra valomgången.
På BDP Schweiz konstituerande partikongress den 1 november 2008 valdes Hans Grunder till dess förste partiordförande. Den 5 maj 2012 efterträddes han av  Martin Landolt.

## Namnet
Ursprungligen försågs partiet med namnet Bürgerliche Partei Schweiz (BPS) (Schweiz borgerliga parti); det ändrades efter protester från det befintliga Bürger-Partei Schweiz (Schweiz medborgarparti), en pyttegruppering inom SVP:s högerfalang, emedan dessa var rädda för att förlora förkortningen BPS.
Eftersom beteckningen Bürgerliche Partei (Borgerliga partiet) kanske skulle frambringa en högerstrid, valde bernarna beteckningen Bürgerlich-Demokratische Partei (Borgerliga demokratiska partiet) från början.